# Luís Bravo de Acuña
Luís Bravo de Acuña (? - Pamplona, 31 de dezembro de 1633) foi Vice-rei de Navarra. Exerceu o vice-reinado de Navarra entre 1631 e 1633. Antes dele o cargo foi exercido por Juan Carlos de Guzmán y Silva. Seguiu-se-lhe Francisco de Andía Irarrazábal y Zárate.